# لورين يي
لورين يي (بالإنجليزية: Lauren Yee)‏ هي كاتبة دراما ومسرح و ممثلة أمريكية، ولدت في 16 يوليو 1996.

## جوائز
- جائزة وايتنج لعام 2019.[4]